# Лисянский, Марк Самойлович
Марк Само́йлович Лися́нский (1913—1993) — русский советский поэт, песенник.
Автор гимна Москвы (с 5 июля 1995 года), почётный гражданин города Николаева (Украина).

## Биография
Родился 1 (14) января 1913 года в Одессе в семье александровского мещанина, портового грузчика Самуила Шмерковича Лисянского и Енты Лисянской. Вместе с семьёй переехал в Николаев, где окончил семилетнюю школу фабрично-заводского ученичества. В 1924 году в газете «Красный Николаев» был напечатан отрывок из его стихотворения памяти Ленина.
В 1929—1932 годах работал в меднокотельном цехе Николаевского судостроительного завода жестянщиком, затем судовым разметчиком, занимался в заводском литературном объединении «Шкив», где познакомился с известным поэтом Эдуардом Багрицким. В 1932—1934 годах учился в Московском институте журналистики. После его окончания работал в киевской газете «Комсомолец Украины» и в ивановской областной газете «Ленинец». Был призван на срочную военную службу, которую проходил в Ярославле в 23-м отдельном инженерном батальоне, где и остался жить после демобилизации.
В 1938 году вступил в ВКП(б). Публиковался в областной газете «Северный рабочий», редактором которой тогда был ставший ему учителем И. В. Лопатин. Затем устроился в штат областной молодёжной газеты «Сталинская смена», переживавшей тяжёлые времена после репрессий. Писал стихи, часть из которых была опубликована в 1939 году в сборнике ярославских поэтов «Наши люди». Первый сборник стихов Лисянского «Берег» вышел трёхтысячным тиражом в 1940 году в Ярославле; он получил похвальную рецензию Я. В. Смелякова в «Литературной газете».
Отправившись 4 июля 1940 года по редакционному заданию в командировку, он познакомился в пригородном поезде со студенткой третьего курса Ярославского педагогического института двадцатилетней Антониной Фёдоровной Копорулиной, которая затем стала женой поэта.
Когда началась Великая Отечественная война, ответственный секретарь Ярославского отделения Союза советских писателей В. А. Смирнов, зачисленный в армию, передал дела Лисянскому. Но Лисянский, пробыв в этой должности всего несколько дней, записался добровольцем в формируемую в Ярославле 243-ю стрелковую дивизию; был назначен командиром сапёрного взвода. 16 июля 1941 года дивизия была отправлена на Западный фронт.
Летом 1941 года в составе дивизии Лисянский принял участие в Смоленском сражении. В конце лета в ходе вражеской бомбардировки он был контужен, но вернулся в строй. Ещё через некоторое время на ночных занятиях по боевой подготовке сапёров Лисянский сломал ногу, провалившись в волчью яму в лесу.
После лечения в госпитале в Ярославле, в ноябре 1941 года Марк Самойлович был направлен обратно в свою дивизию, которая в это время воевала на Калининском фронте, участвуя в битве за Москву. Во время проезда через столицу у поэта родилось стихотворение «Моя Москва», в 1942 году положенное на музыку Исааком Дунаевским; песня снискала всенародную популярность, а в 1995 году стала официальным гимном Москвы.
Из-за сильной хромоты Лисянский не мог оставаться сапёром и был назначен сотрудником дивизионной газеты «В бой за Родину», а впоследствии её главным редактором. Был также специальным корреспондентом ряда фронтовых изданий. По просьбе командования 243-й стрелковой дивизии он в 1942 году сочинил стихи к песне «Ярославская дивизия в бой за Родину идёт». Другие произведения Лисянского, написанные в военные годы, вошли в сборники «Моя земля» (1942), «Фронтовая весна», «От имени Чёрного моря» (1947). Творчество Лисянского получило одобрение Ильи Эренбурга.
В 1943 году в дивизии оказалась жена Лисянского — она была корректором газеты «В бой за Родину» и радисткой. 243-я стрелковая дивизия участвовала в Сталинградской и Курской битвах и в Никопольско-Криворожской операции.
Приказом ВС 3-й гвардейской армии №: 56/н от: 11.05.1943 года редактор газеты «За Родину» 243-й стр. дивизии старший лейтенант Лисянский награждён орденом Красной Звезды.
Летом 1944 года вместе с супругой Лисянский был переведен в 43-й армию, где стал одним из дежурных редакторов газеты «Защитник Отечества». 43-я армия прошла Восточную Пруссию и Померанию, закончив войну под Данцигом. После Победы Лисянский побывал и в поверженном Берлине. Почти до конца 1946 года вместе с женой в составе Северной группы войск находился в польском городе Легница, где работал специальным корреспондентом газеты «Знамя победы». Кавалер ордена Отечественной войны 2 степени, награждён медалями «За взятие Кенигсберга» (1945) и «За победу над Германией в Великой Отечественной войне 1941—1945 гг.» (1945).
После завершения Великой Отечественной войны перебрался с супругой в Москву, стал автором книги стихов о Ленине «Всегда с нами», «Навсегда»; поэтических сборников «Моя земля», «Золотая моя Москва», «За весной весна», «Такое время», «За горами, за лесами», «Спасибо», поэмы «Петя Клыпа». Перу Лисянского принадлежит также шутливое стихотворение «Космонавт приходит к Ильичу», где рассказано о встрече покорителя космоса с восставшим из мавзолея вождём.
Поэт часто бывал в Доме творчества писателей в Переделкине. В близкий круг общения Марка Самойловича входили поэты Яков Хелемский, Михаил Светлов, Лев Ошанин, Евгений Долматовский, Тамара Жирмунская, семья Михаила Матусовского. Высоко ценил творчество Лисянского Леонид Мартынов. По отзывам коллег по цеху, Марк Самойлович был необыкновенно добрым, отзывчивым человеком, всегда готовым помочь, не считаясь даже с ограниченностью своих материальных возможностей.
При этом поэт никогда не забывал об Ярославле и часто туда приезжал, останавливаясь обычно в семье актрисы Волковского театра, лауреата Государственной премии СССР Александры Чудиновой. Кроме того, сочинил слова к песне «Ярославская сторонка», с мелодии которой много лет начинало каждый новый день Ярославское областное радио, и стал редактором книги «Дневник разведчицы» также актрисы Волковского театра Софьи Аверичевой.
Марк Лисянский был автором песен на музыку Бориса Мокроусова («Осенние листья»), Аркадия Островского («Зори московские»), Александры Пахмутовой («Новая дорога»), Оскара Фельцмана («В синем омуте», «Конаково», «Хорошо шагать пешком»), Яна Френкеля («Годы», «Это было вчера», «Песня вечной юности»), Александра Изотова («Уходит теплоход») и других. Много песен было написано с композитором Александром Долуханяном, с которым поэта помимо соавторства связывала очень долгая и преданная дружба. Среди этих песен — «Моя родина», «Девушку Чайкой зовут» (посвящение Валентине Терешковой), «И мы в то время будем жить», «Что такое любовь».
Песни на стихи Марка Лисянского в разные годы исполняли: Артур Эйзен, Владимир Бунчиков, Владимир Нечаев, Павел Лисициан, Владимир Трошин, Муслим Магомаев, Иосиф Кобзон, Эдуард Хиль, Лев Лещенко, Людмила Зыкина, Александр Розум, Юрий Богатиков, Ансамбль имени Александрова, Евгений Беляев, Иван Букреев, Большой детский хор под управлением В. Попова.
За творческую деятельность удостоен орденов Трудового Красного Знамени и Дружбы народов.
В последние годы поэт жил и работал в писательском посёлке Красновидово.
Умер на рассвете 30 августа 1993 года. Похоронен в Москве на Ваганьковском кладбище (уч. 26).
После кончины Марка Лисянского его вдова Антонина Фёдоровна Копорулина-Лисянская издала «Провинциальные рассказы» Лисянского (М.: Русская Книга, 2004, 222 с.).

## Семья
- Жена — Анастасия (Ната) Григорьевна Семёнова (1913—2005). До войны служила актрисой в театре. Затем практически всю свою жизнь работала в химической лаборатории на шинном заводе в Ярославле.
  - Дочь — Тамара Марковна Лисянская (1936—2018), врач[10].
    - Внук Максим Кузнецов (род. 1969) — переводчик, журналист, фотограф.
- Жена — Антонина Фёдоровна Копорулина-Лисянская (1920—2007)[11].

## Публикации
- Избранные произведения в 2-х томах. — М., 1983
- Берег. Стихи. — Ярославль, 1940.
- Моя земля. Стихи. — Ярославль, 1942.
- От имени Чёрного моря. 1941—1945. — Ярославль, 1947.
- Золотая моя Москва. — М., 1951
- Всегда с нами. Стихи (о В. И. Ленине). — М., 1955.
- Стихи и песни. — Ярославль, 1955.
- Друзьям и товарищам. Стихи. — М., 1958.
- За веной весна. Стихи. — М., 1959.
- Здравствуй! Новая книга стихотворений. — М., 1962.
- Почта полевая. Стихи и песни. — М., 1963.
- Дивный город. — М., 1965.
- Избранная лирика. — М., 1966
- Такое время. Стихи. — М., 1968.
- Навсегда. Стихи о Ленине. — М., 1970
- Лучшие годы мои. Избранная лирика. — М., 1971.
- Всё сначала. — М., 1972
- Сквозь ветры беспокойные. Стихотворения и песни. Повесть в стихах. — М., 1974.
- Моя акация. Стихи. — М., 1975.
- Избранное. — М., 1975
- За горами, за лесами. — М., 1976.
- Дорогая моя столица. — М., 1977
- Города, города… — М.: Советский писатель, 1978. — 144 с.; Портр. — 50 000 экз.
- Спасибо. — М., Советский писатель, 1981.— 152 с., — 50 000 экз.
- Сигнальный огонь. Новая книга стихотворений. — М., 1983.
- Навсегда. Стихи. — М., 1987.
- Напутствие. Новая книга стихотворений. — М., 1987.
- Преодоление. Стихи. — М., 1988.
- Одна мелодия. Новая книга стихотворений. — М., 1992.
- Диалог. Стихи последних лет. — М., 1996

## Память
Мемориальная доска в память о Марке Лисянском установлена под окнами квартиры поэта по адресу: Москва, ул. Черняховского, д. 4 — ЖСК «Московский писатель». 

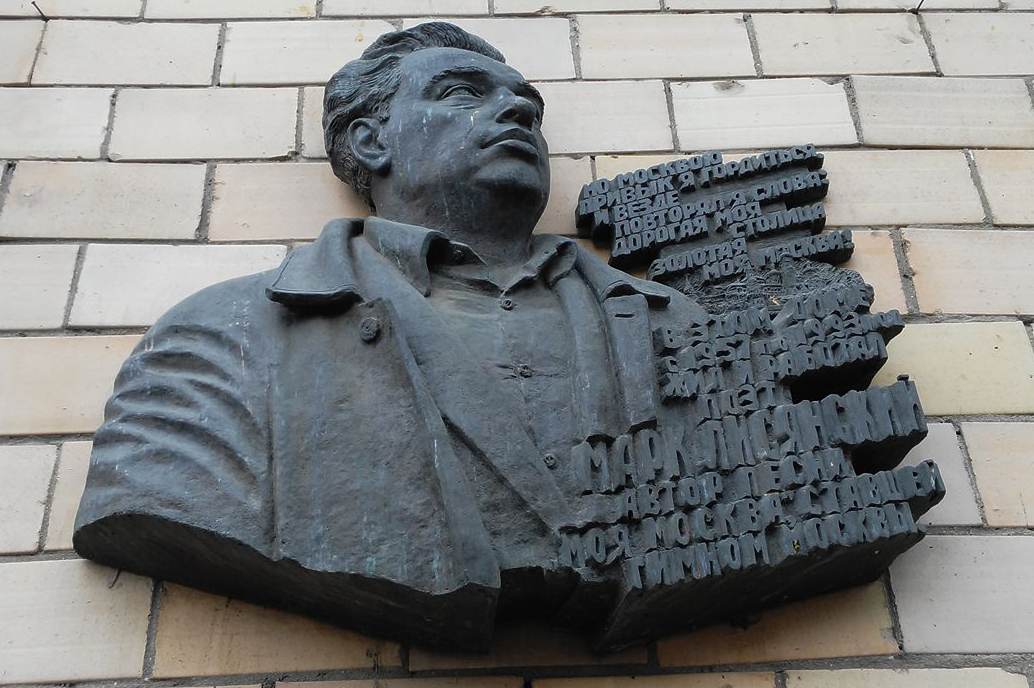
Мемориальная доска на доме, где жил Лисянский М. С. — Москва, ул. Черняховского, д. 4